# Y, le dernier homme (série télévisée)
Y, le dernier homme (Y: The Last Man) est une série télévisée dramatique américaine en dix épisodes d'environ 50 minutes créée et produite par Eliza Clark, diffusée entre le 13 septembre et le 1er novembre 2021 sur la chaîne virtuelle FX on Hulu, accessible via le service Hulu.
Dans tous les pays francophones, la série est diffusée sur la chaîne virtuelle Star, accessible via le service Disney+ du 22 septembre au 10 novembre 2021.
La série est basée sur la bande dessinée Y, le dernier homme de Brian K. Vaughan et Pia Guerra.
Le 17 octobre 2021, alors que la première saison est encore en cours de diffusion, Eliza Clark annonce sur Twitter que la série est arrêtée par la chaîne FX on Hulu.

## Synopsis
Yorick est un jeune artiste américain de l’évasion, chômeur, actuel maître d’un capucin mâle indiscipliné baptisé Esperluette et amoureux de Beth, prête à partir en voyage universitaire en Australie. Au moment où il se décide à la demander en mariage, tous les porteurs du chromosome Y de la planète meurent, à l'exception de Yorick et Esperluette. Cela entraine des changements majeurs dans la société: la députée Jennifer Brown, mère de Yorick et de Hero, devient ainsi présidente après que la majeure partie de l'ordre de succession présidentielle des États-Unis a été décimé, que ce soit directement ou à la suite d'accidents subséquents. D'autres secteurs sont touchés, surtout ceux dans lesquels les hommes étaient la majorité, tels que le transport routier.
Ils doivent désormais survivre, à la recherche d’une explication, alors que les femmes se réorganisent pour vivre sans les hommes. Le héros se retrouve ainsi isolé, dans un monde gouverné par les femmes. Il cherche à découvrir l'origine du fléau, avec l'aide de l'agent 355 du Culper Ring, une agence gouvernementale secrète, du Dr Mann, biologiste spécialiste du clonage humain, et d'Esperluette, son petit singe malicieux.

## Distribution

### Acteurs principaux
- Diane Lane (VF : Martine Irzenski) : Jennifer Brown
- Ashley Romans (en) (VF : Corinne Wellong) : Sarah Burgin/Agent 355
- Ben Schnetzer (VF : Jim Redler) : Yorick Brown
- Olivia Thirlby (VF : Alice Taurand) : Hero Brown
- Juliana Canfield (VF : Jennifer Fauveau) : Beth DeVille
- Elliot Fletcher (VF : Simon Koukissa) : Sam Jordan
- Marin Ireland (VF : Ingrid Donnadieu) : Nora Brady
- Amber Tamblyn (VF : Laetitia Lefebvre) : Kimberly Cunningham

### Acteurs récurrents et invités
- Paul Gross (VF : Hervé Jolly) : le président des États-Unis
- Diana Bang (en) (VF : Adeline Chetail) : Dr Allison Mann

 Source et légende : version française (VF) sur RS Doublage

## Développement

### Conception
Le 14 octobre 2015, la chaîne FX annonce le développement d'une adaptation en série télévisée de la série de bandes dessinées Y: The Last Man de Brian K. Vaughan et Pia Guerra.
Le 14 novembre 2016, il a été annoncé que Michael Green servirait de showrunner pour la série potentielle en plus d'écrire un script pilote avec FX.
Le 16 avril 2019, Michael Green et Aïda Mashaka Croal annoncent leurs départs du projet pour des raisons d’ordre créatif. Le 18 juin 2020, FX annonce que c'est finalement Eliza Clark qui sera le showrunner de la série.
Le 22 juin 2020, il a été annoncé que la série serait diffusée sur FX on Hulu.
Le 6 août 2021, FX annonce que les trois épisodes seront diffusées dès le 13 septembre sur FX on Hulu. Dans les autres pays, elle sera disponible dès le 21 septembre sur Star via le service Disney +.
Le 17 octobre 2021, FX met fin à la série.

### Attribution des rôles
En juillet 2018, il a été annoncé que Diane Lane, Barry Keoghan, Imogen Poots, Lashana Lynch, Juliana Canfield, Marin Ireland, Amber Tamblyn et Timothy Hutton ont été choisis pour les rôles principaux du pilote,.
En février 2020, il est annoncé que Barry Keoghan ne serait finalement plus partie de la série. C'est finalement l'acteur Ben Schnetzer qui jouera le rôle de Yorick Brown. En mars 2020, il a été annoncé qu'Elliot Fletcher avait été choisi pour le rôle de Sam Jordan, le meilleur ami de Hero Brown.
En octobre 2020, Ashley Romans et Olivia Thirlby rejoignent la distribution pour remplacer l'actrice Lashana Lynch et Imogen Poots.
Le 6 décembre 2020, l'actrice Diana Bang rejoint la distribution en tant que Docteur Allison Mann.

### Tournage
Le tournage pilote a commencé le 20 août 2018.
En février 2020, il a été révélé que la production de la série devait commencer en avril 2020. Cependant, le tournage a été suspendue en raison de la pandémie de COVID-19.
Le tournage de la série a commencé à Mississauga, au Canada le 26 octobre 2020 et s'est terminé le 23 juillet 2021.

### Promotion
Le 6 août 2021, FX dévoile la première bande-annonce de la série.

## Fiche technique
- Titre original : Y: The Last Man
- Titre français : Y, le dernier homme
- Création : Eliza Clark
- Réalisation : Louise Friedberg et Daisy von Scherler Mayer
- Scénario : Eliza Clark et Katie Edgerton
- Direction artistique :
- Décors :
- Costumes :
- Photographie :
- Montage :
- Musique :
- Casting :
- Production : Nellie Reed
  - Production exécutive : Eliza Clark, Nina Jacobson, Brad Simpson, Brian K. Vaughan, Melina Matsoukas et Mari Jo Winkler-Ioffreda
- Société(s) de production : FX Production
- Société(s) de distribution : 
  -  États-Unis : FX on Hulu
  -  Mondial : Disney+ Star
- Pays d'origine : États-Unis
- Langue originale : anglais
- Format :
- Genres : drame
- Durée : 47-54 minutes
- Classification :
  -  États-Unis : TV-MA (Interdit aux moins de 17 ans).

## Épisodes

### Épisode 1:Le Jour d'avant
- États-Unis : 13 septembre 2021 sur FX on Hulu
- Mondial : 22 septembre 2021 sur Disney+ Star

### Épisode 2:Si le monde était bon
- États-Unis : 13 septembre 2021 sur FX on Hulu
- Mondial : 22 septembre 2021 sur Disney+ Star

### Épisode 3:L'Homme de la situation
- États-Unis : 13 septembre 2021 sur FX on Hulu
- Mondial : 22 septembre 2021 sur Disney+ Star

### Épisode 4:Karen et Benji
- États-Unis : 20 septembre 2021 sur FX on Hulu
- Mondial : 29 septembre 2021 sur Disney+ Star

### Épisode 5:À la recherche de Mann
- États-Unis : 27 septembre 2021 sur FX on Hulu
- Mondial : 6 octobre 2021 sur Disney+ Star

### Épisode 6:Weird Al est mort
- États-Unis : 4 octobre 2021 sur FX on Hulu
- Mondial : 13 octobre 2021 sur Disney+ Star

### Épisode 7:Ma mère a vu un singe
- États-Unis : 11 octobre 2021 sur FX on Hulu
- Mondial : 20 octobre 2021 sur Disney+ Star

### Épisode 8:Présentez armes, en joue, feu!
- États-Unis : 18 octobre 2021 sur FX on Hulu
- Mondial : 27 octobre 2021 sur Disney+ Star